# Spiro Pano
Spiro Pano (ur. 24 listopada 1916 we wsi Vanistë okręg Gjirokastra, zm. 13 lipca 1974 w Durrësie) – albański polityk komunistyczny i nauczyciel, wicepremier rządu albańskiego w latach 1950-1951.

## Życiorys
W 1938 ukończył szkołę pedagogiczną w Elbasanie i podjął pracę w szkole. W latach 1940–1941 członek Albańskiej Partii Faszystowskiej. W 1941 związał się z organizacją komunistyczną Zjarri (Ogień), za co w 1942 został uwięziony przez włoskie władze okupacyjne. Po uwolnieniu z więzienia w 1943 zajął się działalnością organizacyjną w partii komunistycznej. W 1944 objął stanowisko sekretarza organizacyjnego partii w Tiranie. W lipcu 1944 skierowany do 25 Brygady Armii Narodowo-Wyzwoleńczej, w której pełnił funkcję zastępcy komisarza brygady, a następnie komisarza strefy operacyjnej armii. W kwietniu 1945 stanął na czele organizacji partyjnej w Elbasanie, a następnie w Szkodrze. W tym czasie uczestniczył w prześladowaniach duchowieństwa katolickiego.
Od 1947 zatrudniony jako doradca w ministerstwie robót publicznych, skąd w 1950 przeszedł do ministerstwa przemysłu. W tym roku objął stanowisko wicepremiera w rządzie Envera Hodży, z którego został usunięty 4 marca 1951 w związku z zarzutami o titoizm. W tym samym roku trafił do resortu zaopatrzenia, w którym w latach 1953-1954 pełnił funkcję wiceministra. W latach 1966–1969 pełnił funkcję wiceministra handlu i przewodniczącego Centralnej Rady Spółdzielni Spożywczych, uczestnicząc w negocjacjach handlowych z Bułgarią i Rumunią. W latach 1973–1974 wiceminister przemysłu lekkiego i spożywczego.
W latach 1950–1962 zasiadał w Zgromadzeniu Ludowym. Od 1943 członek Komunistycznej Partii Albanii, a od 1948 Albańskiej Partii Pracy. W 1951 został członkiem Komitetu Centralnego Albańskiej Partii Pracy.
Zmarł w trakcie wypoczynku na plaży w Durrësie.